# Holdovîci, Jîdaciv
Holdovîci (în ucraineană Голдовичі) este un sat în comuna Ciornîi Ostriv din raionul Jîdaciv, regiunea Liov, Ucraina.

## Demografie
Componența lingvistică a localității Holdovîci
     Ucraineană (100%)
Conform recensământului din 2001, toată populația localității Holdovîci era vorbitoare de ucraineană (100%).